# 74 Водолея
74 Водолея (лат. 74 Aquarii), HI Водолея (лат. HI Aquarii), HD 216494 — тройная звезда в созвездии Водолея на расстоянии приблизительно 557 световых лет (около 171 парсека) от Солнца. Видимая звёздная величина звезды — от +5,81m до +5,8m.

## Характеристики
Первый компонент — бело-голубая вращающаяся переменная звезда типа Альфы² Гончих Псов (ACV:) спектрального класса B9pHgMn или B8IV/V. Масса — около 1,7 солнечной, радиус — около 4,43 солнечных, светимость — около 424,41 солнечных. Эффективная температура — около 11143 К.
Второй компонент — бело-голубая звезда спектрального класса B. Масса — около 1,4 солнечной. Эффективная температура — около 11500 К. Орбитальный период — около 3,429 суток.
Третий компонент — бело-голубая звезда спектрального класса B. Масса — около 2,3 солнечных. Эффективная температура — около 11500 К. Орбитальный период — около 9,479 лет. Удалён на 0,046 угловой секунды (13,9 а.е.).